# Una furtiva lagrima
Una furtiva lagrima (Uma lágrima sombria, em português) é uma ária do último ato da ópera L'elisir d'amore, de Gaetano Donizetti. Estreou no Teatro della Canobbiana de Milão, em maio de 1832.
É uma das árias mais famosas da ópera.

## Letra
| Letra em Italiano: Una furtiva lagrima negli occhi suoi spuntò: Quelle festose giovani invidiar sembrò. Che più cercando io vo? M'ama! Sì, m'ama, lo vedo. Lo vedo. Un solo istante i palpiti del suo bel cor sentir! I miei sospir confondere per poco a' suoi sospir! I palpiti, i palpiti sentir, confondere i miei co' suoi sospir... Cielo! Si può morir! Di più non chiedo, non chiedo. Ah, cielo! Si può! Si può morir! Di più non chiedo, non chiedo. Si può morir! Si può morir d'amor. | Letra em português: Uma lágrima escondida Nos seus olhos surgiu... que aquelas moças festivas pareceram ficar com inveja. O que mais eu quero? O que mais eu quero? Ela me ama! Sim, me ama, eu vejo.. eu vejo! [Eu queria apenas] por um momento ouvir as palpitações do seu coração, e os meus suspiros se misturando com os seus suspiros! Os batimentos do seu coração sentir, e nossos suspiros se misturando! Céus!... Daí sim eu poderei morrer! Não peço mais do que isso... não peço! Ah, céus! Sim, poderei morrer, poderei morrer... ... de amor! |